# ジェーン・シルバー
ジェーン・シルバー（英語: Jane Silber）は、英カノニカル社の最高経営責任者(CEO)である。前職はジェネラル・ダイナミクス C4 Systems。イリノイ州スプリングフィールド育ち。その後、技術者としてワシントンD.C.、テネシー州ナッシュビル、横浜、ロンドンなど様々な場所・会社で活躍する。open dataおよびScraperWikiのボードメンバーとしても活動している。アメリカとイギリス両方の市民権を保有している。

## 略歴
ハバフォード大学にて数学とコンピュータ・サイエンスを専攻し、1985年に学位（学士）を得る。その後、ヴァンダービルト大学にて技術経営の修士号を得た。大学院では、主に人工知能と機械学習に注目した研究を行っていた。また、オックスフォード大学から経営学修士(MBA)も得ている。最初に学んだコンピュータ言語はPascalとFORTRANであった。
その後、横浜にある帝人の研究所に勤務し、人工知能に関する研究やそれに関連した製品開発を行っていた。この際、UNIXを使用した業務をしており、これがきっかけとなりLinuxへの興味を持った。また、アメリカではGeneral Healthというリスク・アセスメントの会社に勤務していた。カノニカルに加わる前は、ゼネラル・ダイナミクス C4 Systems（米国バージニア州）にてソフトウェア開発・インテグレーションの部門の管理職の地位に就いていた。会社では、主にC、C++言語を用いて開発していた。
2002年にオックスフォード大学にてMBAを取得するため、ロンドンに移住した。その後、職を探していたときに、マーク・シャトルワースの友人に出会い、当時立ち上げ間もなかったカノニカル（当時はno-name-yet.comとして活動）を知った。2004年に彼女はカノニカルに参加した。その後、2010年にCEOになるまで最高執行責任者（COO）としてカノニカルを支えた。

## カノニカルにおける活動
2004年7月にCOOとしてカノニカルの活動に加わり、Ubuntuの最初のリリース（Harmony, 2004年10月リリース）のために尽力した。初期の活動では、その他にUbuntu Oneプロジェクトを担当していた。また、オンラインサービスのディレクター、カノニカルの会社運営全般を担当していた。
2009年12月、カノニカルCEOのマーク・シャトルワースは、自身のCOOへの就任と、彼女のCEOの就任を発表した。役職を交代した理由としては、「カノニカルのCEOとコミュニティーのリーダーを分けることで、それぞれの目的がこれまでより迅速にできるようになる」としている。
2010年3月、カノニカルCEOに就任。